# Guillem Miralles Triay
Guillem Miralles Triay (Santa Maria del Camí, 1885 - Palma, 1965) fou un sacerdot i historiador mallorquí.
Cursà estudis al seminari conciliar de Sant Pere, de Ciutat de Mallorca. Passà a residir a Sogorb, acompanyant el bisbe Antoni Maria Massanet Verd (1908-1911), on fou ordenat de prevere (1909). Va ser vicari dels Hostalets (1912-1913), rector de Deià (1913) i ecònom de Sant Nicolau (Palma) i d'Alaró. Va ser nomenat ecònom de Campanet (1921-1948), i en aquesta vila redactà "Historia de la villa de Campanet". El primer volum es publicà l'any 1935, el segon, que havia de contenir les transcripcions documentals, va restar sense publicar i, finalment, es perdé. El 1948 va ser designat ecònom de Santa Maria del Camí, càrrec que desenvolupà fins al 1950.